# Nawal Farih
Pour les articles homonymes, voir Farih.
Nawal Farih, née le 19 mai 1988 à Sarcelles en région Île-de-France, est une femme politique belge, membre du CD&V.

## Biographie
Nawal Farih nait le 19 mai 1988 à Sarcelles, dans le Val-d'Oise en France, qu'elle quitte avec sa famille vers l'âge de 5 ans pour la Belgique et le quartier minier de Genk. Elle est issue d'une famille de cinq enfants. Son père est boucher indépendant puis ouvrier dans l'usine de fromages Yoko Cheese de Genk. Sa mère est assistante sociale et fonctionnaire à la l’administration communale de Genk.
Férue d'athlétisme, elle arrive jusqu'en finale de l'élection Miss Sports en 2007.
Elle poursuit des études de commerce international tout en travaillant comme hôtesse de l'air pour TUI.
Après son diplôme, elle est d'abord consultante pour une entreprise de presse. Elle s'engage dans la vie de sa commune où elle donne notamment des cours particuliers à des réfugiés. En 2018, elle devient la secrétaire particulière de Jo Vandeurzen, alors Ministre de la Santé.
Elle est élue conseillère communale à Genk en 2018. Aux élections législatives fédérales de 2019, Nawal Farih est élue à la Chambre des représentants.

## Vie privée
Depuis l'été 2022, elle est en couple avec le président du parti belge CD&V, Sammy Mahdi, qui a officialisé leur relation en février 2023 sur son compte Instagram.